# Polihistor
Polihístor (starogrško πολύ: polí je prislov, izpeljan iz pridevnika starogrško πολύς: polís - mnog + starogrško ἱστορία: historía) je človek, ki je poznavalec več, raznolikih strok. Danes več ni strokovnjaka, ki bi bil polihistor, saj je znanje postalo tako razvejano in obsežno, da ga posameznik ne more več vsega obvladati. Če vzamemo za primer fiziko, se znanstveniki specializirajo za posamezno področje, druga področja fizike pa poznajo samo površinsko. Tudi zgodovinar danes ne more več obvladati vseh obdobij in področij, ampak se osredotoči samo na nekatere izmed njih. Eden zadnjih polihistorjev na Slovenskem je bil Janez Vajkard Valvasor. Včasih se za polihistorja uporablja tudi latinski naziv Homo universalis.